# دار أوبرا أستور

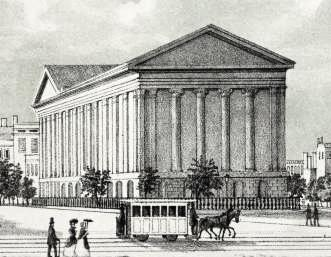
دار أوبرا أستر عام 1850

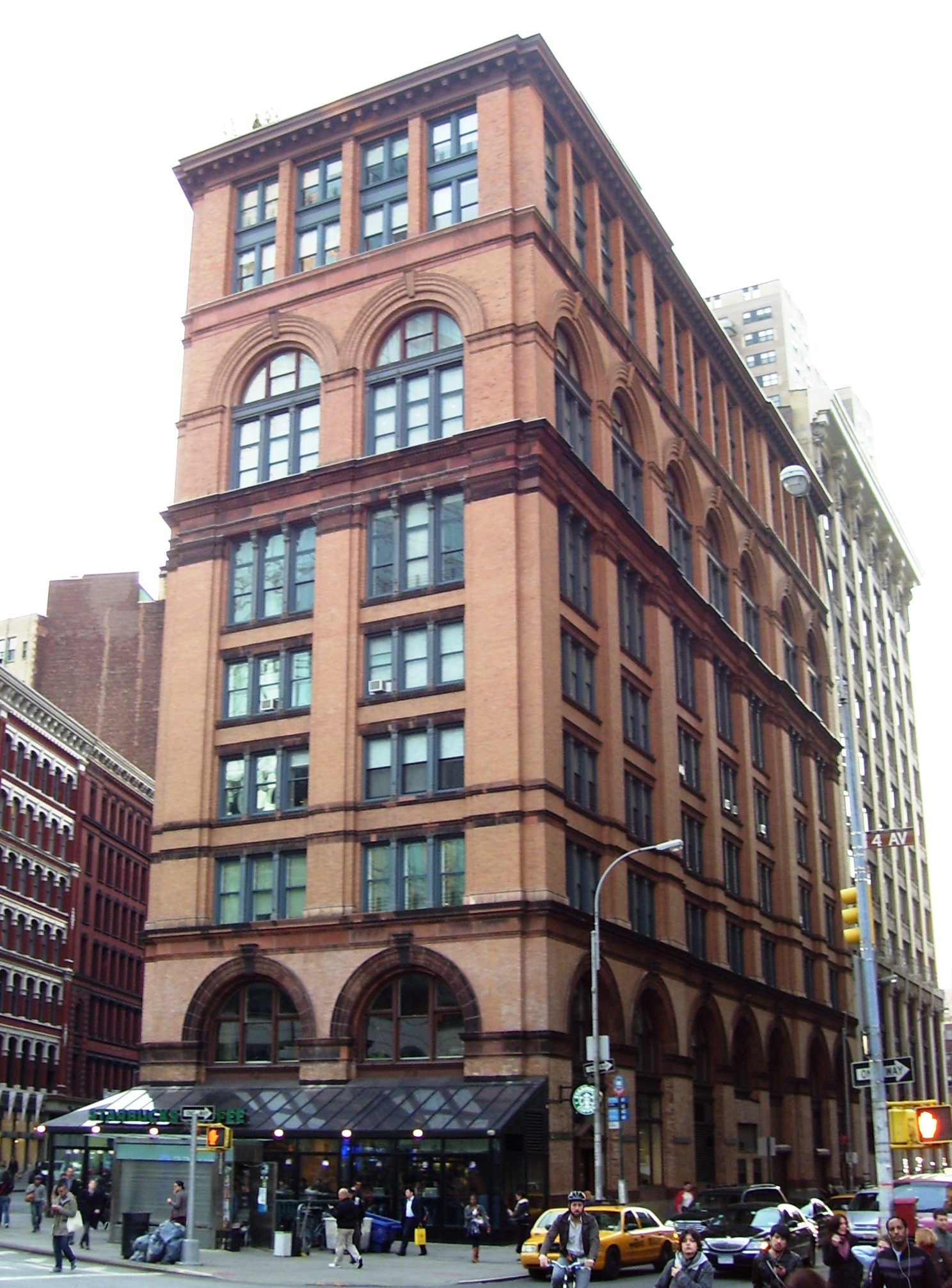
هذا المبنى المكون من 11 طابقا، استبدل مبنى دار الأوبرا بعمارات سكنية عام 1890

دار أوبرا أستور، تعرف أيضا باسم دار أوبرا بلاس أستور، وفي وقت لاحق مسرح ميدان أستور، كانت دار الأوبرا تقع في مانهاتن، مدينة نيويورك، في شارع لافاييت بين ميدان أستر وشارع إيست الثامن. وقد صممت بواسطة أشعياء روجرز، صمم المسرح من قبل إمبريزاريو إدوارد فراي، شقيق الملحن ويليام هنري فري، الذي أدار دار الأوبرا خلال تاريخها كله.

## تاريخه
شارك فراي شركة سانكيريكو وأوبرا باتي تحت إدارة جون سيفتون لأداء الموسم الأول من الأوبرا في الدار. افتتحت دار الأوبرا في 22 نوفمبر عام 1847 مع أداء جوسيب فيردي إرناني مع أديلينو فيتي للدور الرئيسي. لم يتم إعادة إشراك سيفتون وشركته من قبل فراي، وذهبت إدارة الأوبرا إلى سيزار ليتي في الموسم الثاني. خلال فترة ولايته عرضت دار الأوبرا العرض الأول للولايات المتحدة لأوبرا نابوكو فيردي في 4 أبريل 1848. 
كما تم استبدال ليتي بعد موسم واحد، واستأجر ماكس أريتزيك ثالث مدير للأوبرا والذي استمر لأطول فترة وتم استأجاره في الموسم الثالث الذي بدأ في نوفمبر 1848. في العام التالي أسس ماريتزيك شركة الأوبرا الخاصة به، وهي شركة ماكس مارتزيك للأوبرا الإيطالية، لكنه استمر في تشغيل دار أوبرا أستور خلال عام 1852. أثناء إدارة ماريتزيك عرضت دار الأوبرا عرض نيويورك الأول لدونيزتي آنا بولينا في 7 يناير عام 1850 مع سوبرانو أبولونيا بيرتوكا (زوجة ماريتزك لاحقا) كدور البطلة. [9] 
تم بناء المسرح بهدف جذب فقط «أفضل» الزبائن، «علية القوم» من مجتمع نيويورك، الذين أقبلو على نحو متزايد لرؤية المطربين الأوروبيين الذين ظهروا في أماكن محلية مثل حديقة نيبلو. وكان من المتوقع أن يكون دار الأوبرا كما يلي: 
بديلا عن غرفة الرسم الأساسية - الجاذبية المكررة التي من المرجح ستؤدي لعدم تكرار سوء المعاملة، والتي ستتجمع حولها الطبقات العليا، لتسهيل تبادل المجاملات، ولهذه الرؤية الأقرب التي ستساعد على ترشيح التعارف. 
سعيا لتحقيق هذا البرنامج، تم إنشاء المسرح ليحقق راحة الطبقات العليا من حيث: المقاعد، حيث أن المقعد العادي في المسارح في ذلك الوقت، تم استبداله بالمقعد المنجد، وهي متاحة فقط عن طريق الاشتراك، وكذلك مستويين من البالكون. من ناحية أخرى، تم نقل 500 من الطبقات العليا إلى مقاعد «القناطر» التي يمكن الوصول إليها فقط من خلال ممر ضيق، وعزلوا عن ذلك من النبلاء أدناه، وفرض المسرح قانون اللباس الذي يتطلب «وجوه حليقة وسيمة، ملابس للسهرة، وقفازات أطفال.»
كان الحد من حضور الطبقات الدنيا يهدف جزئيا إلى تجنب المشاكل التي ابتليت بها مسارح أخرى في منطقة الترفيه في ذلك الوقت من جذورها، وخاصة في المسارح في بويري. ومع ذلك، كانت أعمال الشغب القاتلة في مسرح أستور عام 1849، أدت إلى إغلاق المسرح بشكل دائم - نتيجة للأداء المتنافس من ماكبث من قبل الممثل الإنجليزي ويليام تشارلز ماكريدي في دار الأوبرا (التي كانت تعمل تحت اسم «مسرح ميدان أستور» لم تعد قادرة على الحفاظ على مستواها في موسم كامل من الأوبرا) والأمريكية إدوين فورست في مسرح برودواي القريبة. بعد أحداث الشغب، لم يتمكن المسرح من التغلب على سمعة كونه «دار الأوبرا للمذبحة» في «مكان الكارثة». وبحلول مايو 1853، تم تفكيك الديكور الداخلي وبيع الأثاث، وبيعت محتويات المبنى  بمبلغ 140,000 دولار  إلى مكتبة نيويورك التجارية، التي أعيدت تسميتها «قاعة كلينتون». في عام 1890، عند الحاجة إلى مساحة إضافية، أسقطت الجمعية مبنى دار الأوبرا واستبدلته بمبنى مكون من 11 طابقاً، وتسمى أيضا قاعة كلينتون، التي لا تزال موجودة في الموقع.